# Tomismo

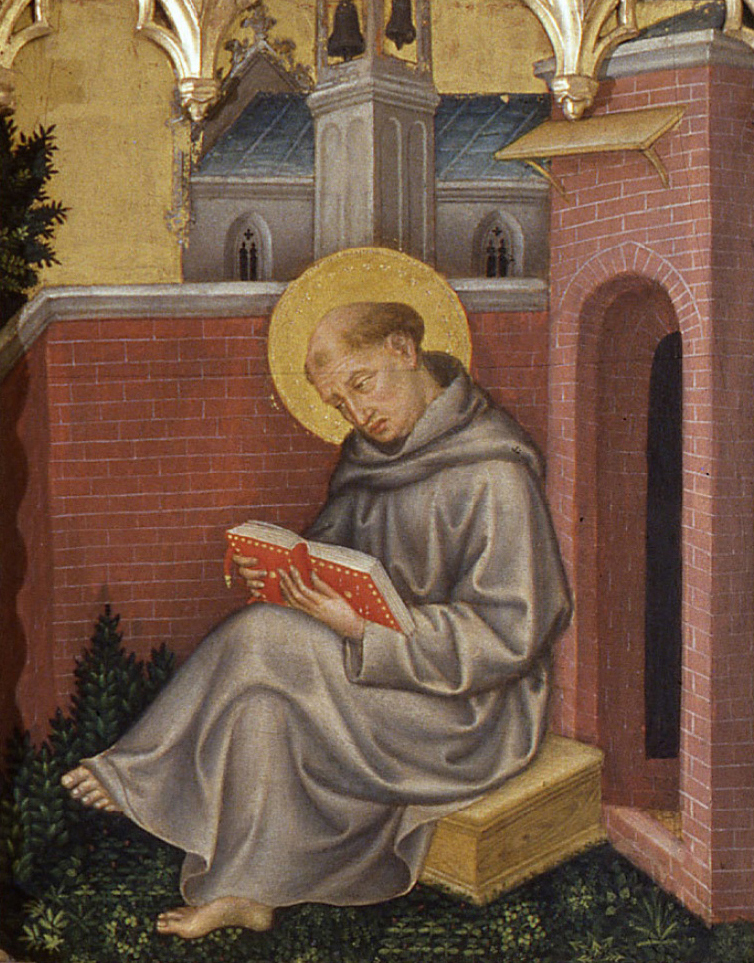
Santo Tomás de Aquino.

Tomismo es la escuela filosófica y teológica que surgió como un legado del conocimiento y el pensamiento de Santo Tomás de Aquino, filósofo, teólogo, santo y Doctor de la Iglesia. La palabra viene del nombre de su autor, cuya Summa Theologiae fue uno de los documentos más influyentes en la teología y en la filosofía medieval y sigue siendo estudiada hoy en día en las clases de filosofía y de teología, especialmente en las universidades católicas. En la encíclica Angelici Doctoris, del papa Pío X, advirtió que las enseñanzas de la Iglesia no pueden ser entendidas en su sentido preciso sin los fundamentos filosóficos y teológicos básicos de las tesis principales de Tomás:

La tesis capital en la filosofía de Santo Tomás no se va a colocar en la categoría de opiniones que puedan ser objeto de debate de una manera u otra, sino que deben ser consideradas como los cimientos sobre los que se basa toda la ciencia de las cosas naturales y divinas, si estas opiniones son una vez suprimidas o alteradas en modo alguno, que necesariamente deban seguir los estudiantes de las ciencias sagradas en última instancia, no se percibirán tanto como el significado de las palabras en el que los dogmas de la revelación divina son propuestos por la magistratura de la Iglesia.

El Concilio Vaticano II describe el sistema de Tomás como la «filosofía perenne».

## Pronunciamientos del Magisterio eclesiástico
La doctrina de Santo Tomás ha sido alabada y explícitamente recomendada por multitud de Pontífices: Juan XXII, Clemente VI, beato Urbano V, Nicolás V, Alejandro VI, Pío IV, San Pío V, Sixto V, Clemente VIII, Paulo V, Alejandro VII, Benedicto XIII, Benedicto XIV, Pío VI, León XII, beato Pío IX, León XIII, San Pío X, Benedicto XV, Pío XI, el venerable Pío XII, San Juan XXIII, San Pablo VI y San Juan Pablo II. No se puede olvidar que fue canonizado en 1323 por Juan XXII y declarado Doctor de la Iglesia en 1567 por San Pío V.
También en los Concilios Ecuménicos celebrados tras su muerte (1274) se hizo notar la doctrina del Angélico. En el Concilio de Vienne (1311-1312) fue condenada la doctrina de la pluralidad de almas, que había sido firmemente combatida por Santo Tomás. En el Concilio de Constanza (1414-1418), la condena del hereje Hus se debió, como reconocería Lutero (discípulo de Hus) unos años más tarde, a la influencia de la doctrina tomista. En el Concilio de Florencia (1431-1445) fue su dotrina la que inclinó a los cismáticos orientales a volver a someterse a la autoridad del Romano Pontífice, por más que intrigas políticas posteriores impidiesen la unión. En el Concilio V de Letrán (1512-1517) se combatió el averroísmo latino (que ya había sido combatido por el Angélico) y se definió la demostrabilidad racional de la existencia del alma humana, a pensar de la oposición inicial de casi todas las escuelas teológicas (lo cual lo hace más admirable), a excepción de la tomista, que la defendió a capa y espada. En el Concilio de Trento (1545-1563) se concedió a Santo Tomás un honor sin igual en toda la historia de la Iglesia: en el Altar Mayor del templo fueron entronizados, en el centro, las Sagradas Escrituras; a su lado, el Corpus Iuris Canonici; y al otro lado, la Summa theologiae del Angélico. Su incomparable influencia en el Concilio Vaticano I (1869-1870) no es puesta en duda por nadie. Y el Concilio Vaticano II (1962-1965), en el número 16 del decreto Optatam Totius sobre la formación sacerdotal, ordena que la teología dogmática sea enseñada en las universidades y en los seminarios siguiendo la doctrina de Santo Tomás de Aquino:

Ordénese la teología dogmática de forma que, ante todo, se propongan los temas bíblicos; expóngase luego a los alumnos la contribución que los Padres de la Iglesia de Oriente y de Occidente han aportado en la fiel transmisión y comprensión de cada una de las verdades de la Revelación, y la historia posterior del dogma, considerada incluso en relación con la historia general de la Iglesia; aprendan luego los alumnos a ilustrar los misterios de la salvación, cuanto más puedan, y comprenderlos más profundamente y observar sus mutuas relaciones por medio de la especulación, siguiendo las enseñanzas de Santo Tomás; aprendan también a reconocerlos presentes y operantes en las acciones litúrgicas y en toda la vida de la Iglesia; a buscar la solución de los problemas humanos bajo la luz de la Revelación; a aplicar las verdades eternas a la variable condición de las cosas humanas, y a comunicarlas en modo apropiado a los hombres de su tiempo.

Y San Juan Pablo II, en el número 43 de su Encíclica Fides et Ratio, afirma que "la Iglesia ha propuesto siempre a santo Tomás como maestro de pensamiento y modelo del modo correcto de hacer teología".

## La filosofía tomista
Tomás de Aquino sostenía que hay que buscar la verdad donde quiera que se encuentre, y por lo tanto consultó a filósofos griegos, romanos, judíos y musulmanes.  En concreto, fue un realista (es decir, que creía que el mundo se puede conocer como es, a diferencia de los escépticos). Él siguió en gran medida la terminología aristotélica y escribió compresivos comentarios sobre Aristóteles, a menudo afirmando opiniones del estagirita con argumentos independientes. 
En 1914 algunos profesores de facultades pontificias sometieron al juicio de la Sagrada Congregación de Estudios de la Santa Sede algunas tesis que enseñaban y que eran tenidas por fiel expresión de la doctrina de Santo Tomás de Aquino. Tras maduro examen, la Congregación, con la aprobación explícita del Papa San Pío X, dictaminó que las siguientes 24 tesis "contenían exactamente los principios básicos y puntos principales de la doctrina filosófica del Angélico":

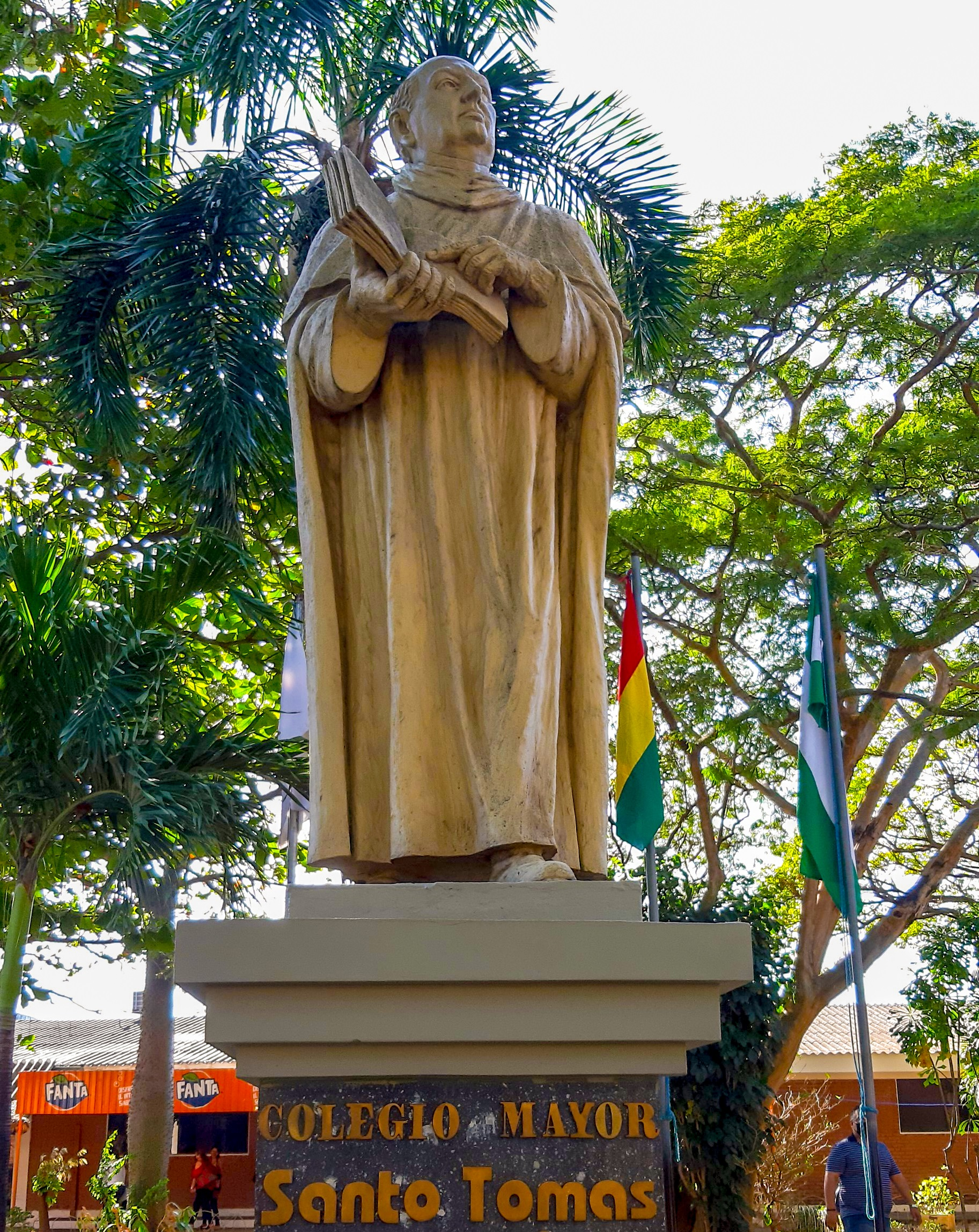
Monumento a Santo Tomás de Aquino (Colegio Santo Tomás en Santa Cruz, Bolivia)

### Ontología
- La potencia y el acto dividen el ser de tal suerte, que todo cuanto es, o bien es acto puro, o bien es acto necesariamente compuesto de potencia y acto, como principios primeros e intrínsecos.
- El acto, por lo mismo que es perfección, no está limitado sino por la potencia, que es una capacidad de perfección. Por consiguiente, en el orden en que el acto es puro, no puede ser sino ilimitado y único; pero en el orden en que es finito y múltiple, entra en verdadera composición con la potencia.
- Por lo tanto, en la razón absoluta del ser mismo sólo subsiste un ser único y simplicísimo, que es Dios. Todas las demás cosas que participan el ser tienen una naturaleza por la cual se limita dicho ser, y están compuestas de esencia y existencia como de principios realmente distintos.
- La noción de ente, denominada de ser, se predica de Dios y de las criaturas, no de una manera unívoca ni tampoco puramente equívoca, sino analógica, con analogía ya de atribución, ya de proporcionalidad.
- Hay, además, en toda criatura composición real de un sujeto subsistente con otras formas secundariamente añadidas que se llaman accidentes; dicha composición sería ininteligible si el ser no fuera recibido en una esencia realmente distinta de él mismo.
- Además de los accidentes absolutos, se da un accidente relativo, como una referencia o respecto a algo. Porque si bien ese respecto a algo no implica de suyo una realidad inherente a otra, tiene, sin embargo, con frecuencia, una causa o fundamento en las cosas mismas y, por lo tanto, una entidad real distinta del sujeto.
- La criatura espiritual es totalmente simple en su esencia. Pero queda en ella una doble composición: la de la esencia con la existencia y la de la subsistencia con los accidentes.

### Cosmología
- La criatura corporal está compuesta de potencia y acto en cuanto a su misma esencia; dicha potencia y dicho acto del orden y de la misma esencia reciben los nombres de materia y forma.
- Ninguna de esas dos partes tiene ser por sí sola, ni se produce ni se corrompe por sí; tampoco se pone por sí en predicamento, sino por reducción al predicamento de substancia como principios esenciales suyos.
- Aunque la extensión en partes integrales sea una consecuencia de la naturaleza corpórea, no es lo mismo, sin embargo, en un cuerpo ser substancia que ser extensión corporal o cantidad dimensiva. La substancia, en cuanto tal, es indivisible, no a la manera del punto, sino de los seres extraños al orden de la dimensión. La cantidad, origen de la extensión en la substancia, se distingue realmente de ésta y es verdaderamente accidente.
- La materia sellada por la cantidad es el principio de la individuación, o sea de la distinción numérica, imposible en los espíritus puros, entre un individuo y otro de la misma especie.
- Por virtud de la misma cantidad, el cuerpo se circunscribe a un lugar, de tal suerte que, de este modo circunscriptivo, es absolutamente imposible que esté en más de un lugar determinado al mismo tiempo.

### Biología y psicología
- Los cuerpos se dividen en dos categorías: la de los vivientes y la de los que carecen de vida. La forma substancial de los vivientes, llamada alma, requiere una cierta disposición orgánica, o sea partes heterogéneas, para que haya en el mismo sujeto una parte esencialmente moviente y otra movida.
- Las almas del orden vegetativo y sensitivo no pueden existir por sí mismas ni ser producidas para sí, sino que únicamente existen y son producidas como principio por el cual existe y vive el compuesto viviente; por lo tanto, al corromperse dicho compuesto, se corrompen ellas consiguientemente, a causa de su omnímoda dependencia de la materia.
- Por el contrario, el alma humana subsiste por sí misma, es creada por Dios e infundida en el cuerpo desde el momento en que está suficientemente dispuesto, y es incorruptible e inmortal por su propia naturaleza.
- La misma alma racional se une de tal modo al cuerpo, que es su única forma sustancial, y por ella tiene el hombre su ser de hombre, y de animal, y de viviente, y de cuerpo, y de substancia, y de ente. Por consiguiente, el alma le da al hombre todos los grados esenciales de perfección y, además, comunica al cuerpo el mismo acto de ser con que ella existe.
- Del alma humana dimanan, por natural resultancia, dos órdenes de facultades: orgánicas e inorgánicas. El sujeto de las primeras, a las que pertenece el sentido, es el compuesto; el de las segundas es el alma sola. Es, por tanto, el entendimiento una facultad intrínsecamente independiente del órgano que le sirve de auxiliar.
- La intelectualidad sigue necesariamente a la inmaterialidad, y esto de tal suerte, que los grados de intelectualidad se computan por los de inmaterialidad, o sea por los de alejamiento de la materia. El objeto adecuado de la intelección es, en general, el ser mismo en toda su extensión o universalidad; pero el objeto propia del entendimiento humano en el estado actual de unión al cuerpo se circunscribe a las esencias abstraídas de las condiciones individuales de la materia.
- Recibimos, pues, nuestro conocimiento de las cosas sensibles. Mas como lo sensible no es inteligible en acto, hay que admitir en el alma, además del entendimiento formalmente inteligente, una virtud activa que abstraiga de los fantasmas las especies inteligibles.
- Por medio de estas especies inteligibles conocemos directamente los universales: con los sentidos percibimos los singulares, y también con el entendimiento, aunque volviéndose en este caso hacia las imágenes de los sentidos. Finalmente, por medio de analogías con las cosas sensibles y corporales, nos elevamos al conocimiento de las espirituales.
- La voluntad sigue al entendimiento, no le precede, y apetece necesariamente aquello que se le presenta como un bien que sacia por completo el apetito; pero elige libremente entre aquellos otros bienes cuya apetencia le es propuesta por un juicio variable. Por consiguiente, la elección sigue al último juicio práctico, pero depende de la voluntad que dicho juicio sea o no el último.

### Teodicea
- Conocemos la existencia de Dios, no por intuición inmediata ni por demostración a priori, sino a posteriori, es decir, por las criaturas, arguyendo de los efectos a la causa en la forma siguiente: a) partiendo de las cosas que se mueven, sin tener en sí mismas un principio de movimiento, hasta llegar a un primer motor inmóvil; b) arrancando de la producción de las cosas de este mundo por causas subordinadas entre sí, hasta llegar a una causa primera no causada por otra; c) comenzando por los seres corruptibles, que se han indiferentemente al ser y al no ser, hasta llegar a un ser absoluto y necesario que necesariamente existe; d) remontando el vuelo de la consideración de las perfecciones limitadas de ser, vivir y entender en las cosas que existen, viven y entienden según diversos grados de más y de menos, hasta topar con un ser que es sumamente inteligente, sumamente viviente y sumamente perfecto en la misma razón de ente; e) por fin, subiendo de la contemplación del orden del universo a una inteligencia ordenadora que todo lo dispone y dirige a un fin supremo no ordenado ni ordenable a otro fin superior.
- El constitutivo metafísico de la esencia divina se expresa rectamente diciendo que consiste en la real identidad de la misma con su propia existencia, es decir, en que ella es su mismo existir subsistente, siendo esto mismo la razón de perfección infinita e ilimitada.
- Por la misma pureza de su ser se distingue Dios de todas las cosas finitas. De donde se infiere, en primer lugar, que el mundo no pudo proceder de Dios más que por creación; en segundo lugar, que a ninguna naturaleza finita puede serle comunicada, ni por milagro, la virtud de crear, por la cual se produce el ser del efecto en cuanto a toda su razón de ser; por último, que ningún agente creado puede influir en el ser de ningún efecto sin haber recibido previamente la moción de la Causa primera.

El P. E. Hugon, O.P., profesor en el Angelicum y Maestro en Sagrada Teología de la Orden de predicadores, escribió un reconocido comentario a estas tesis mostrando toda su riqueza.

## Neotomismos
Es un movimiento filosófico y teológico surgido a finales del siglo XIX y desarrollado a lo largo del siglo XX siguiendo las directrices de la Encíclica Aeterni Patris (1879) del Papa León XIII. Esto dice el Pontífice:

Nos, pues, mientras manifestamos que recibiremos con buena voluntad y agradecimiento todo lo que se haya dicho sabiamente, todo lo útil que se haya inventado y escogitado por cualquiera, a vosotros todos, venerables hermanos, con grave empeño exhortamos a que, para defensa y gloria de la fe católica, bien de la sociedad e incremento de todas las ciencias, renovéis y propaguéis latísimamente la áurea sabiduría de Santo Tomás. Decimos la sabiduría de Santo Tomás, pues si hay alguna cosa tratada por los escolásticos con demasiada sutileza o enseñada inconsideradamente; si hay algo menos concorde con las doctrinas manifiestas de las últimas edades, o finalmente, no laudable de cualquier modo, de ninguna manera está en nuestro ánimo proponerlo para ser imitado en nuestra edad. Por lo demás procuren los maestros elegidos inteligentemente por vosotros, insinuar en los ánimos de sus discípulos la doctrina de Tomás de Aquino, y pongan en evidencia su solidez y excelencia sobre todas las demás. Las Academias fundadas por vosotros, o las que habéis de fundar, ilustren y defiendan la misma doctrina y la usen para la refutación de los errores que circulan, Mas para que no se beba la supuesta doctrina por la verdadera, ni la corrompida por la sincera, cuidad de que la sabiduría de Tomás se tome de las mismas fuentes o al menos de aquellos ríos que, según cierta y conocida opinión de hombres sabios, han salido de la misma fuente y todavía corren íntegros y puros; pero de los que se dicen haber procedido de éstos y en realidad crecieron con aguas ajenas y no saludables, procurad apartar los ánimos de los jóvenes.

El Papa urge a la recuperación de la doctrina tomista, que en muchos países se había abandonado, hecha excepción de España y de la Orden de Predicadores. En la misma línea se pronuncian San Pío X, Benedicto XV, Pío XI y el venerable Pío XII, ordenando a todos los profesores de filosofía y teología que enseñen sus disciplinas siguiendo las doctrinas del Doctor Angélico.

## Principales autores
Tomista en sentido estricto es aquel que sigue la doctrina y el método de Santo Tomás de Aquino. Es usual el equívoco según el cual un pensador que sigue "algunas" de las principales tesis tomistas, pero se separa de otras y, además, no sigue el método escolástico, puede ser considerado tomista. Esto no parece correcto, pues es una traición al verdadero tomismo. Es el caso -entre otros- de Jacques Maritain, que siguió al Doctor Angélico en muchos puntos, pero se separó de él en cuestiones fundamentales, como le demostró con gran erudición el P. Santiago Ramírez, O.P. Además, no ponía en práctica el método escolástico, pues prefería escribir con un estilo más moderno.
Por ese motivo, a la hora de tratar de conocer el genuino pensamiento tomista es necesario acudir a las mismas fuentes (las obras de Santo Tomás) y a sus más acreditados comentadores, que suelen ser los miembros de su misma orden (Orden de Predicadores) y los carmelitas españoles a partir del siglo XVI. 

### Tomismo clásico (sigloXIII-XV)[17][18]
- Bernardo de Gannat, O.P.
- Bernardo de Trilla, O.P.
- Egidio de Lessines, O.P.
- Herveo Durando de Aurillac, O.P.
- Johannes Capreolus O.P., llamado Princeps thomistarum (Príncipe de los tomistas).
- Cardenal Juan de Torquemada, O.P.
- Tomás de Torquemada, O.P.
- Juan de Monzón, O.P.
- Juan de Nápoles, O.P.
- Juan Quidort de París, O.P.
- Lope de Barrientos, O.P.
- Nicolás Eymerich, O.P.
- Raimundo Martí, O.P.
- Reginaldo de Piperno, O.P.
- Roberto de Hereford, O.P.
- Tolomeo de Lucca, O.P.
- Tomás de Sutton, O.P.
- San Vicente Ferrer, O.P.

### Tomismo barroco (sigloXV-XVI)[17][19]
- Antonio de Espinosa, O.P.
- Antonio de la Madre de Dios, O.C.D.
- Cardenal Cayetano, O.P. Autor de unos comentarios muy reconocidos a la Summa theologiae de Santo Tomás de Aquino, que fueron incluidos en la edición leonina de las obras del Doctor Angélico.
- Cipriano Benito, O.P.
- Diego de Astudillo, O.P.
- Diego de Deza, O.P., arzobispo.
- Diego Mas, O.P.
- Domingo Báñez, O.P.
- Domingo de Baltanás, O.P.
- Francisco Silvestre de Ferrara, O.P. Autor de un muy reconocido comentario a la Summa contra gentiles de Santo Tomás de Aquino, que fue incluido en la edición leonina de las obras del Doctor Angélico.
- Francisco Zumel, O.M.D.
- Juan de los Santos, O.C.D.
- Juan Sánchez Sedeño, O.P.
- Miguel de la Trinidad, O.C.D.
- Serafín de Montenegro, O.P.
- Tomás Mercado, O.P.
- Luis de Granada, O.P.

Escuela de Salamanca (algunos de estos autores acusan contaminaciones nominalistas y/o escotistas en su pensamiento, pero en general son fieles al pensamiento de Santo Tomás):
- Francisco de Vitoria, O.P. Fundador del Derecho internacional.
- Domingo de Soto, O.P.
- Melchor Cano, O.P., obispo.

### Tomismo tardío (sigloXVII-XVIII)[21]
- Antonio Goudin, O.P.
- Antonio Massoulié.
- Carlos María Renato Billuart, O.P.
- Juan Bautista Gonet, O.P.
- Juan de Santo Tomás, O.P. Autor de un Cursus philosophicus thomisticus muy valorado. Está dividido en tres volúmenes: I - Lógica; II - Filosofía natural; III - Filosofía natural. No llegó a escribir el tratado correspondiente a la Metafísica.
- Cardenal Juan Tomás de Boxadors, O.P. Maestro general de la Orden de Predicadores y restaurador de los estudios tomistas en el siglo XVIII.
- Salvatore María Roselli, O.P. Autor de una Summa philosophica estrictamente tomista encargada por Juan Tomás de Boxadors, O.P., Maestro general de la Orden de Predicadores.
- Tomás de Vallgornera, O.P. Autor del principal tratado sistemático tomista sobre teología espiritual: Mystica theologia divi Thomae.
- Vicente Contenson, O.P. Autor de una Theologia mentis et cordis en nueve volúmenes.
- Vicente Ludovico Gotti, O.P.

### Neoclasicos

#### Tomismo italiano
- Cardenal Tommaso Maria Zigliara, O.P. Autor de una Summa philosophica tomista dividida en tres volúmenes.
- Raimondo Spiazzi, O.P.

#### Tomismo francés
- Ambroise Gardeil, O.P.
- Réginald Garrigou-Lagrange, O.P.
- Édouard Hugon, O.P. Autor de un Cursus philosophiae thomisticae muy afamado.
- Michel-Louis Guérard des Lauriers, O.P.

#### Tomismo español
- Juan Manuel Ortí y Lara.
- Alejandro Pidal y Mon.
- Leopoldo Eulogio Palacios.
- Ángel González Álvarez.
- Juan Vallet de Goytisolo.
- Jesús García López.
- Miguel Ayuso.
- José Miguel Gambra.

#### Dominicos españoles
- Francisco Alvarado, O.P., el "Filósofo rancio".
- Cardenal Ceferino González y Díaz Tuñón, O.P.
- Joaquín Fonseca, O.P.
- Norberto del Prado, O.P.
- Pedro Nolasco de Medio, O.P.
- Juan González Arintero, O.P.
- Luis Urbano Lanaspa, O.P.
- Francisco Barbado Viejo, O.P., obispo.
- Manuel Barbado Viejo, O.P.
- Albino González Menéndez-Reigada, O.P., obispo.
- Ignacio Menéndez-Reigada, O.P.
- Santiago Ramírez, O.P.
- Aniceto Fernández Alonso, O.P.
- Guillermo Fraile, O.P.
- Teófilo Urdánoz, O.P.
- Antonio Royo Marín, O.P.
- Victorino Rodríguez, O.P.
- Armando Bandera O.P.
- Abelardo Lobato O.P.
- Manuel Cuervo López, O.P.
- Francisco Pérez Muñiz, O.P.
- Francisco Marín-Sola, O.P.
- Emilio Sauras García, O.P.
- Venancio Carro, O.P.
- Vicente Beltrán de Heredia, O.P.
- Justo Cuervo, O.P.

#### Carmelitas españoles
- Manuel Zubizarreta y Unamunsaga, O.C.D.
- Marcelo del Niño Jesús, O.C.D.

#### Escuela tomista de Barcelona
- Ramón Orlandis Despuig, S.J.
- Jaume Bofill i Bofill.
- Francisco Canals Vidal.
- José María Petit Sullá.
- José María Alsina Roca.
- Eudaldo Forment.
- Antonio Prevosti.
- Javier Barraycoa.

#### Tomismo polaco
- Józef Maria Bocheński, O.P.

#### Tomismo suizo
- Gallus María Manser, O.P.

#### Tomismo argentino
- Julio Meinvielle.
- Octavio Derisi, obispo.
- Álvaro Calderón, FSSPX.

## Manuales sistemáticos

### Filosofía[22]
- Cursus philosophicus thomisticus (s. XVII) de Juan de Santo Tomás, O.P. (3 vols.): I vol.: Lógica. II vol.: Física. III vol. Física.

- Cursus philosophicus (s. XVII) de los carmelitas complutenses (4 vols.): I vol.: Lógica. II vol.: Física. III vol.: De generatione et corruptione. IV vol.: De anima.

- Summa philosophica (s. XVIII) de Salvador María Rosselli, O.P. (6 vols.): I vol.: Lógica. II vol.: Física. III vol.: Física. IV vol.: Física. V vol.: Metafísica. VI vol.: Ética.

- Summa philosophica (s. XIX) del cardenal Tomás María Zigliara, O.P. (3 vols.): I vol.: Lógica y ontología. (Traducido al castellano en 1904 por el canónigo Francisco Medina Pérez con el título Suma Filosófica). II vol.: Cosmología, psicología y teología natural. III vol.: Filosofía moral, ética y derecho natural.
- Cursus philosophiae thomisticae (s. XX) de Édouard Hugon, O.P. (6 vols): I vol.: Lógica. II vol.: Cosmología (Traducido al inglés -con notas- en 2013 por Francisco J. Romero Carrasquillo con el título Cosmology). III vol.: Biología y psicología. IV vol.: Metafísica. V vol.: Metafísica. VI vol.: Metafísica.
- Elementa philosophiae aristotelico-thomisticae (s. XX). de Josepho Gredt, O.S.B. (2 vols.): I vol.: Lógica y filosofía natural. II vol.: Metafísica y ética.
- Cursus philosophiae scholasticae (s. XX) de Marcelo del Niño Jesús, O.C.D. (3 vols.): I vol.: Lógica. II vol.: Filosofía natural. III vol.: Metafísica y moral.

### Teología
- Tractatus dogmatici (s. XX) de Edouard Hugon, O.P. (3 vols.): I vol.: De Deo Uno et Trino, Creatore et Gubernatore, de angelis et de homine. II vol.: De peccato originali et de gratia, De Verbo Incarnato et Redemptore, De B. Virgine Maria Deipara. III vol.: De sacramentis in communi et in speciali ac de novissimis.
- Theologia dogmatico-scholastica (s. XX) de Manuel Zubizarreta y Unamunsaga, O.C.D. (4 vols.): I vol.: Theologia fundamentalis. II vol.: De Deo Uno, De Deo Trino et De Deo Creatore. III vol.: De gratia dei, De virtutibus theologicis et De Verbo Incarnato. IV vol.: De Sacramentis in communi et in particulari ac de Novissimis.
- Medulla Theologiae Dogmaticae (s. XX) de Manuel Zubizarreta y Unamunsaga, O.C.D. (1 vol.).